# Plaizac
Plaizac ist eine ehemalige französische Gemeinde mit 135 Einwohnern (Stand: 1. Januar 2022) im Département Charente in der Region Nouvelle-Aquitaine (vor 2016 Poitou-Charentes). Sie gehörte zum Arrondissement Cognac. Die Einwohner werden Plaizacais und Plaizacaises genannt.
Mit Wirkung vom 1. Januar 2016 wurden die früheren Gemeinden Plaizac, Rouillac und Sonneville zusammengelegt, wodurch eine gleichnamige Commune nouvelle namens Rouillac gebildet wurde. Die ehemaligen Gemeinden verfügen in der neuen Gemeinde über den Status einer Commune déléguée.

## Geografie
Plaizac liegt etwa 17 Kilometer nordöstlich von Cognac und etwa 25 Kilometer nordwestlich von Angoulême am nordwestlichen Rand des Départements.
Umgeben wird Plaizac von den Nachbargemeinden und der Commune déléguée:
| Mareuil |                                             | Rouillac (Commune déléguée) |
|         | Kompassrose, die auf Nachbargemeinden zeigt |                             |
| Sigogne |                                             | Vaux-Rouillac               |

## Bevölkerungsentwicklung

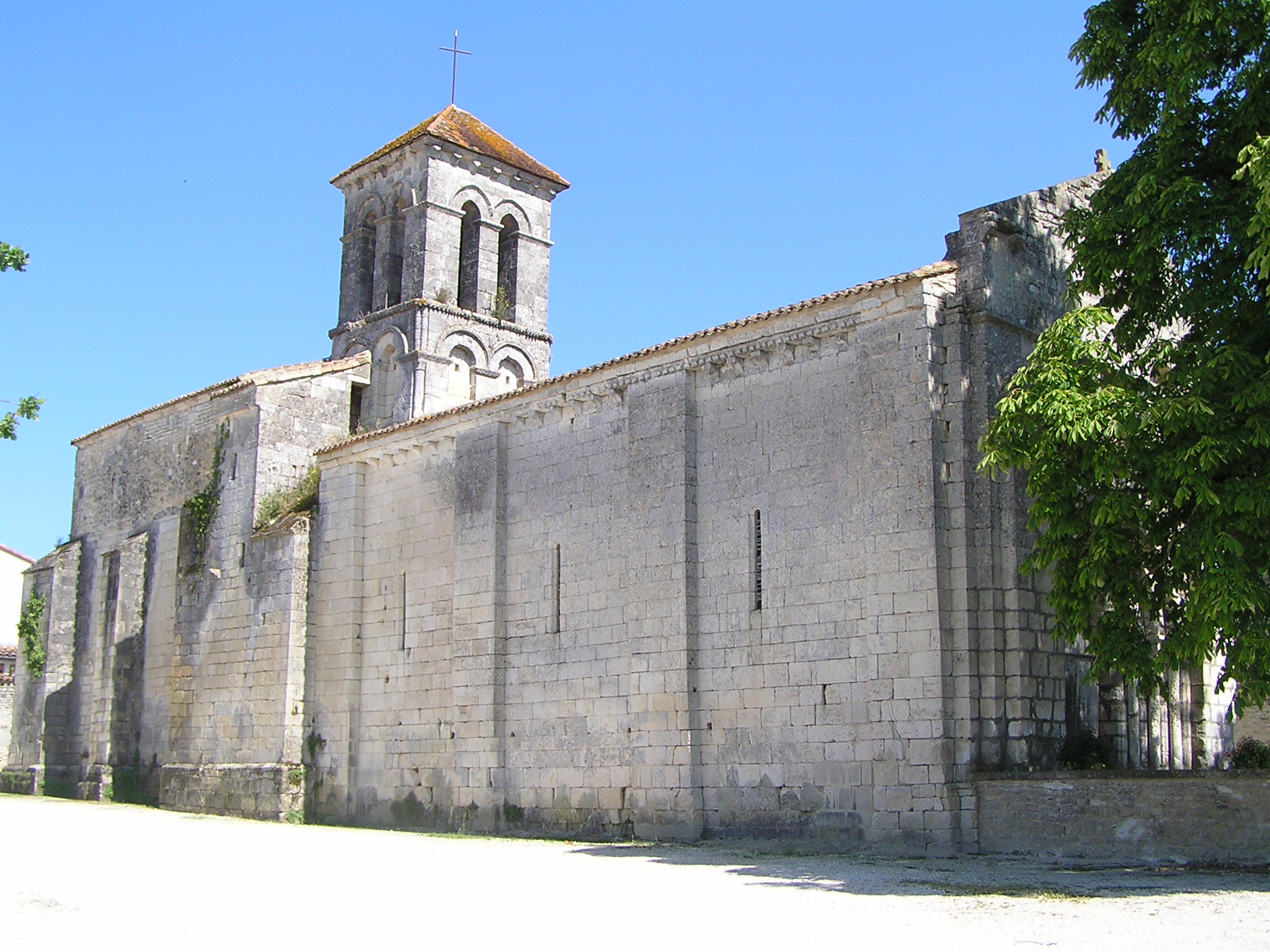
Kirche Saint-Hippolyte

| Plaizac: Einwohnerzahlen von 1793 bis 2021                                                                                 | Plaizac: Einwohnerzahlen von 1793 bis 2021 | Plaizac: Einwohnerzahlen von 1793 bis 2021 | Plaizac: Einwohnerzahlen von 1793 bis 2021 | Plaizac: Einwohnerzahlen von 1793 bis 2021 |
| --- | ------------------------------------------ | ------------------------------------------ | ------------------------------------------ | ------------------------------------------ |
| Jahr |                                            |                                            |                                            | Einwohner                                  |
| 1793 | 1793                                       |                                            | 278                                        | 278                                        |
| 1800 | 1800                                       |                                            | 304                                        | 304                                        |
| 1806 | 1806                                       |                                            | 323                                        | 323                                        |
| 1821 | 1821                                       |                                            | 307                                        | 307                                        |
| 1831 | 1831                                       |                                            | 272                                        | 272                                        |
| 1841 | 1841                                       |                                            | 282                                        | 282                                        |
| 1846 | 1846                                       |                                            | 318                                        | 318                                        |
| 1851 | 1851                                       |                                            | 323                                        | 323                                        |
| 1856 | 1856                                       |                                            | 334                                        | 334                                        |
| 1861 | 1861                                       |                                            | 340                                        | 340                                        |
| 1866 | 1866                                       |                                            | 328                                        | 328                                        |
| 1872 | 1872                                       |                                            | 318                                        | 318                                        |
| 1876 | 1876                                       |                                            | 310                                        | 310                                        |
| 1881 | 1881                                       |                                            | 245                                        | 245                                        |
| 1886 | 1886                                       |                                            | 236                                        | 236                                        |
| 1891 | 1891                                       |                                            | 220                                        | 220                                        |
| 1896 | 1896                                       |                                            | 220                                        | 220                                        |
| 1901 | 1901                                       |                                            | 196                                        | 196                                        |
| 1906 | 1906                                       |                                            | 180                                        | 180                                        |
| 1911 | 1911                                       |                                            | 182                                        | 182                                        |
| 1921 | 1921                                       |                                            | 163                                        | 163                                        |
| 1926 | 1926                                       |                                            | 164                                        | 164                                        |
| 1931 | 1931                                       |                                            | 157                                        | 157                                        |
| 1936 | 1936                                       |                                            | 161                                        | 161                                        |
| 1946 | 1946                                       |                                            | 146                                        | 146                                        |
| 1954 | 1954                                       |                                            | 144                                        | 144                                        |
| 1962 | 1962                                       |                                            | 152                                        | 152                                        |
| 1968 | 1968                                       |                                            | 139                                        | 139                                        |
| 1975 | 1975                                       |                                            | 123                                        | 123                                        |
| 1982 | 1982                                       |                                            | 130                                        | 130                                        |
| 1990 | 1990                                       |                                            | 133                                        | 133                                        |
| 1999 | 1999                                       |                                            | 156                                        | 156                                        |
| 2006 | 2006                                       |                                            | 154                                        | 154                                        |
| 2015 | 2015                                       |                                            | 155                                        | 155                                        |
| 2021 | 2021                                       |                                            | 136                                        | 136                                        |
| Quelle(n): EHESS/Cassini bis 1999, INSEE ab 2006 Anmerkung(en): Ab 1962 offizielle Zahlen ohne Einwohner mit Zweitwohnsitz |                                            |                                            |                                            |                                            |

## Sehenswürdigkeiten
- Kirche Saint-Hippolyte, seit 1987 als Monument historique eingeschrieben